# Zona orbicolare
La zona orbicolare è un'area dell'articolazione coxofemorale, cioè tra anca e femore. La capsula articolare si continua con delle fibre poste più profondamente, che formano un'ansa che circonda il collo del femore contribuendo a fissarlo nell'acetabolo dell'osso coxale. Questa è la zona orbicolare, che è integrata tra i legamenti extracapsulari della articolazione in questione.